# Марко Гушић
Марко Гушић (Београд, 6. август 2002) српски је кошаркаш. Игра на позицијама бека и крила.

## Каријера

### Клупска
Гушић је 24. септембра 2021. потписао четворогодишњи уговор са Црвеном звездом и задужио дрес са бројем један. Први званични наступ за сениорски састав црвено-белих уписао је већ истог дана, на утакмици првог кола Јадранске лиге 2021/22, играној против екипе Сплита. На том сусрету забележио је два поена, два скока, једну асистенцију и две украдене лопте.
Крајем децембра 2021. године је потписао је вишегодишњи уговор са ФМП-ом.

## Приватни живот
Марко Гушић је унук пуковника Новице Гушића, који је био командант Невесињске бригаде Војске Републике Српске током рата у Босни и Херцеговини.